# Proscopia zamithi
Proscopia zamithi är en insektsart som beskrevs av Piza Jr. 1946. Proscopia zamithi ingår i släktet Proscopia och familjen Proscopiidae. Inga underarter finns listade i Catalogue of Life.